# Nina Škottová
Nina Škottová (6. října 1946 Prostějov – 28. dubna 2018 Bedihošť) byla česká politička, členka ODS.
Absolvovala Farmaceutickou fakultu UK v Bratislavě a poté působila na pracovišti ČSAV v Bratislavě jako vědecká pracovnice. Od roku 1999 byla přednostkou Ústavu farmakologie Lékařské fakulty UP v Olomouci. Byla členkou Vědecké rady Lékařské fakulty UP v Olomouci.
V letech 2004 až 2009 byla za ODS poslankyní Evropského parlamentu, kde působila jako členka rozpočtového výboru a náhradnice ve výboru pro kulturu a vzdělávání. Dále byla členkou Delegace pro vztahy se Švýcarskem, Islandem a Norskem a Smíšeného parlamentního výboru Evropského hospodářského prostoru.